# بزوغ الفجر (لوحة زيتية)
بزوغ الفجر هي لوحة زيتية رسمها الفنان الأمريكي ماكسفيلد باريش في عام 1922. تعتبر بزوغ الفجر أشهر لوحة من القرن العشرين، استنادا إلى عدد طباعاتها الفنية: بين كل 4 منازل أمريكية كانت توجد بزوغ الفجر في إحداها. طبقًا للمتحف القومي للتصاميم الأمريكية فقد فاقت مبيعاتها مبيعات كلًا من علب حساء كامبيل للفنان آندي وارهول والعشاء الأخير لدافينشي. ومازال طباعتها مستمرًا حتى الآن.
ينسب باريش بزوغ الفجر كـ"عمله العظيم"، مثال لعمله.

## التكوين
بقياس 26.5×45 إنش (67.3×114 سم) تستخدم اللوحة تصميم تقليدي مشابه لخشبة المسرح مع شخصيتين انثويتين. رُسمت باستخدام صور أولية. كانتا العارضتان هما عارضاتيه الاعتياديتين، كيتي أوين (حفيدة وليام جيننغز بريان)، وجين ابنة باريش وسوزان لوين. وقد ظهرت فقط شخصيتين في اللوحة المكتملة.

## سجل أسعار الشراء
كانت اللوحة دائمًا خاضعة لملكية خاصة. في 25 مايو 2006 اشترت بزوغ الفجر جامعة لوح خاصة (روبين، زوجة ميل غيبسون حينها) في مزاد تابع لشركة كريستيز بسعر 7.6 مليون دولار. وقد سجل هذا السعر سعرًا قياسيًا للوحة. وقد بيعت اللوحة مجددًا في 21 مايو 2010 بسعر 5.2 مليون دولار.